# Pro Evolution Soccer (serie)
Pro Evolution Soccer (pe scurt PES, cunoscut și sub numele de Winning Eleven în Asia și America de Sud) este o serie de jocuri video creată de compania japoneză Konami. Primul joc al seriei a fost lansat în anul 2001. Seria a fost produsă sub îndrumarea lui Shingo "Seabass" Takatsuka.
În fiecare an, o versiune a jocului este eliberată mai întâi în Japonia, sub titlul Winning Eleven,. iar dupa cateva luni o versiune puțin modificată este lansată la nivel global, în două pachete diferite: World Soccer: Winning Eleven pentru SUA, și una Pro Evolution Soccer pentru restul lumii. În plus, în Japonia și Coreea sunt lansate versiuni care cuprind ligile și echipele din țări asiatice, dar și pe cele europene. 
Începând cu luna august 2011,franciza Pro Evolution Soccer este disponibilă în 48 de țări. Seria a vândut mai mult de 70 de milioane de copii în întreaga lume, făcându-l una dintre cele mai bine vândute francize de jocuri video.

## Lista jocurilor
Aceasta este seria de jocuri PES:
- PES 1
- PES 2
- PES 3
- PES 4
- PES 5
- PES 6
- PES 7
- PES 2008
- PES 2009
- PES 2010
- PES 2011
- PES 2012
- PES 2013
- PES 2014
- PES 2015
- PES 2016
- PES 2017
- PES 2018
- PES 2019
- PES 2021